# Hans Mikosch
Hans Mikosch (Kattowitz, 7 janvier 1898 – Reichshof, 18 janvier 1993) est un Generalleutnant allemand qui a servi au sein de la Heer dans la Wehrmacht pendant la Seconde Guerre mondiale.
Il a été décoré de la croix de chevalier de la croix de fer avec feuilles de chêne. La croix de chevalier de la croix de fer et son grade supérieur, les feuilles de chêne, sont attribués pour récompenser un acte d'une extrême bravoure sur le champ de bataille ou un commandement militaire avec succès.

## Décorations
- Croix de fer (1914)
  - 2e classe
  - 1re classe
- Croix d'honneur en 1934
- Agrafe de la Croix de fer (1939)
  - 2e classe (19 octobre 1939)
  - 1re classe (14 mai 1940)
- Médaille du Front de l'Est
- Croix allemande en or (13 novembre 1942)
- Croix de chevalier de la croix de fer avec feuilles de chêne
  - Croix de chevalier le 21 mai 1940 en tant que Oberstleutnant et commandant du Pionier-Battalion 51[1]
  - 201e feuilles de chêne le 6 mars 1943 en tant que Oberst et commandant du Pionier-Regiment-Stab z.b.V. 677 und Führer eine Kampfgruppe im Raum Stalingrad[2]